# Pulse Ultra
Pulse Ultra – zespół grający metal alternatywny, powstały w 1997 roku w Montrealu w Kanadzie.

## Historia
Zespół Pulse Ultra (pierwotna nazwa Headspace) został założony w 1997 roku przez gitarzystę Dominica Cifarelli i basistę Jeffa Feldmana. Tego samego roku do składu dołączył perkusista Maxx Zinno, a dwa lata później wokalista Zo Vizza.
Przełom w karierze zespołu nastąpił w 2000 roku, kiedy to poznali kapelę Taproot. Cifarelli przedstawił im jedno demo, które spodobało się gitarzyście Taproot Mike'owi DeWolfowi, który pomógł w zdobyciu kontraktu z wytwórnią Atlantic Records.
Po roku pracy nad utworami, Pulse Ultra wydało swój debiutancki album Headspace, 16 lutego 2002 roku. Zespół miał wystąpić na festiwalu Ozzfest tego roku, promując swój album. Jednak album nie odniósł sukcesu, przez co został porzucony przez Atlantic Records.
W 2003 roku zespół zaczął dopracowywać swój album Headspace. Niestety mniej więcej w połowie 2004 roku, napięcie pomiędzy członkami rosło, czego skutkiem było wyrzucenie wokalisty Zo Vizzy z zespołu. W poście na oficjalnym forum zespołu, podał, iż rozstanie było przyjacielskie i wszyscy mieli przyjazne stosunki ze sobą.
Zespół znalazł wokalistę Lukasa Rossi, lecz po niedługim czasie kapela Pulse Ultra została rozwiązana. Teraz każdy z nich jest zaangażowany w osobne projekty. 
Gitarzysta Dominic Cifarelli wydał swój solowy projekt The Chronicles of Israfel w lecie 2007 roku.

## Członkowie
- Zo Vizza – wokal
- Dominic Cifarelli – gitara
- Jeff Feldman – bas
- Maxx Zinno – perkusja

## Dyskografia
- Into You (1998) (jako Headspace)
- Headspace EP (2000) (jako Headspace)
- Headspace (2002)